# Vikøya
Vikøya est une île norvégienne du comté de Hordaland appartenant administrativement à Bømlo.

## Description
Rocheuse et désertique, elle s'étend sur environ 2,9 km de longueur pour une largeur approximative de 2,280 km. Elle compte quelques habitations et plusieurs routes la traversent. 